# Nuevo Partido Nacional (Granada)
El Nuevo Partido Nacional (en inglés: New National Party), abreviado como NNP, es un partido político conservador granadino y una de las dos principales fuerzas políticas del país caribeño, junto al Congreso Nacional Democrático. Se fundó en agosto de 1984, cuando Granada estaba ocupada por los Estados Unidos después de la invasión de octubre de 1983, como una coalición entre los partidos GNP, GDM, NDP para unificar a la oposición liberal tanto al antiguo régimen de Eric Gairy (1967-1979) como al régimen socialista instaurado en 1979 y depuesto por la invasión. El NNP fue liderado por Herbert Blaize desde su fundación hasta enero de 1989, cuando Keith Mitchell lo derrotó en una elección interna y lo sucedió en el liderazgo. Mitchell fue líder del partido hasta diciembre de 2024, cuando fue sucedido por su actual lideresa, Emmalin Pierre.
Gran parte de las facciones más centristas del partido lo abandonaron durante el gobierno de Blaize, consolidando al partido como una fuerza de derecha. Blaize abandonó el partido al final de su gobierno y fundó El Partido Nacional, lo que condujo a que el NPP perdiera las elecciones de 1990. Renovado con el liderazgo de Mitchell, el NNP recuperó la iniciativa y volvió al poder en 1995. Mitchell fue primer ministro entre 1995 y 2008, y nuevamente entre 2013 y 2022, alternándose con los gobiernos del NDC, con el cual mantiene un sistema bipartidista. El NNP es el partido que más tiempo ha gobernado Granada en su historia independiente. Ha ganado seis de las nueve elecciones realizadas en el país desde la invasión de 1983 y nunca ha estado más de una legislatura en oposición. En tres ocasiones (1999, 2013 y 2018) ganó todos los escaños parlamentarios y hay dos circunscripciones, Saint George North West y Saint Mark, que han sido representadas por el NNP desde su creación. Desde las elecciones generales de 2022, el NNP se encuentra en oposición, ocupa cinco escaños en la Cámara de Representantes y tres en el Senado.
Situado a la centroderecha del espectro político, el NPP se considera a sí mismo un partido «conservador democrático» que defiende la «planificación financiera prudente, la transparencia, la rendición de cuentas y las libertades políticas». Durante la mayor parte del reinado de Isabel II, el partido en general defendió la continuidad de Granada como una monarquía en la Mancomunidad de Naciones, aunque algunos de sus miembros (en particular el propio Mitchell) recientemente han expresado su apoyo a que el país se convierta en una república parlamentaria sin dejar la Mancomunidad.

## Resultados electorales
|  | 58.61 % |

|  | 17.52 % |

|  | 32.37 % |

|  | 62.47 % |

|  | 47.77 % |

|  | 47.96 % |

|  | 58.71 % |

|  | 58.91 % |

|  | 47.76 % |

## Líderes
| Líder | Líder                      | Inicio del mandato      | Final del mandato       |
| ----- | -------------------------- | ----------------------- | ----------------------- |
|       | Herbert Blaize (1918-1989) | 26 de agosto de 1984    | 18 de enero de 1989     |
|       | Keith Mitchell (n. 1946)   | 18 de enero de 1989     | 15 de diciembre de 2024 |
|       | Emmalin Pierre (n. 1975)   | 15 de diciembre de 2024 | En el cargo             |